# La Parrilla
La Parrilla è un comune spagnolo di 606 abitanti situato nella comunità autonoma di Castiglia e León.